# Новый Берлин
«Но́вый Берли́н» — российский игровой художественный фильм Алексея Федорченко 2023 года, трагикомедийное мокьюментари в двух частях. Картина завершает псевдодокументальную трилогию режиссёра, куда относят «Первые на Луне» (2005) и «Большие змеи Улли-Кале» (2022).
Премьера состоялась на фестивале актуального российского кино «Маяк» в Геленджике 8 октября 2023 года.

## Сюжет

### Тайна пятисот пропавших девственниц
Ведущая занятие в киномастерской в окружении десятка слушателей Марина Разбежкина утверждает: «Реальности не существует ни в игровом, ни в документальном кино. Реальность это вы». Чуть поодаль у клетки с пушным зверьком находится Виктор Шауфлер, тоже ученик мастерской. Разбежкина рассказывает Федорченко загадочную историю тёти Шауфлера — Берты, бесследно пропавшей в 1956 году в Колумбии.
Виктор Шауфлер, советский немец, часть семьи которого оказалась после войны в Латинской Америке, вместе с дочкой, тоже Бертой, отправляются в Колумбию на розыски своей тёти, исчезнувшей вместе с кораблем «Глория» — трагедии, известной там под названием «Тайна пятисот пропавших девственниц». Где бы ни находясь, они фиксируют происходящее на видеокамеру. Расположив камеру в спортивной сумке, Виктор готовит её к скрытой съёмке, но в первом же офисе его хитрость раскрывается. В городском архиве они находят корабельную книгу «Глории», листают старые газеты с заметками об отправке. Пытаясь собрать подробности о роковом рейсе трансатлантического корабля из порта Пуэрто-Боливар в Гамбург, они посещают самых разных, порой экзотических людей, очевидцев тех давних событий и их потомков. Бородатый весельчак, сын капитана «Глории», а теперь ловец тунца, рассказывает им байки о сгинувшем судне. В сувенирной лавке выкупают вещи недавно умершего помощника капитана Германа Функа, а среди них старинная деревянная записная книжка с именами, в том числе членов экипажа «Глории». 
Они разгуливают по многолюдным улицам и небезопасным колумбийским закоулкам, местным муравейникам-коммунам с разноцветными хибарами, где живут троцкисты, бандиты, воры-уголовники. На открытой террасе одного из домов-квартир Берта встречает музицирующего Леопольдо, не зная испанского, а он русского, им удаётся установить контакт благодаря музыке, он играет на гитаре и поёт, она старательно ему подпевает. Молодых людей прерывает Виктор, им с Бертой пора двигаться дальше. Они добираются до агентства, рекрутировавшего девушек, которые хотели поехать на работу в Европу. С некоторыми из девушек, не попавших тогда на борт «Глории», а теперь живущих в разных странах дамами весьма почтенного возраста, Виктор беседует по видеосвязи. Вскоре обнаруживается и целый кубинский женский батальон, который вроде бы прислуживал в охране Фиделя Кастро.
Зацепившись за одну из версий, Виктору нужно срочно посетить Германию, они договариваются с Бертой, что она проведёт оставшиеся дни в гостинице, а он встретит её уже в Москве. Но в условленный день Берты не оказывается среди прилетевших, через службы авиакомпании выясняется что она не вылетала из Боготы. Ничего не знает о её местонахождении и Леопольдо.

### Енотовый город
Под Гродно в музее енотов Федорченко «случайно обнаруживает» старые почти выцветшие киноплёнки о немецкой базе в Антарктиде, снятые киностудией «Новая Швабия». На сохранившихся кадрах немцы душа в душу живут рядом с енотами, ставшими новым коллективным фюрером, а также эротическим символом, «генералом любви», — им они посвящают множество песен. Сами ретро-немцы живут в тесных каморках, на стенах которых тоже изображения енотов.
Едва ли не у каждого жителя катакомбного Четвертого рейха на лице белые пятна, похожие на витилиго, возможно, вследствие полного отсутствия солнца. Зигфрид-слухач прислушивается, не трещит ли лёд, нет ли новых трещин в промокших стенах — иногда случается сильная тряска и их частичное обрушение. Дети бегают по узким проходам, играя в прятки. Некий немец бахвалится неисчислимым количеством детей, оставленных им где-то на Восточном фронте под Полтавой, другой испытывает радость, находя себя похожим на Гитлера в молодости. Под «Полёт валькирий» художник пририсовывает себе усики и чёлку Гитлера. Ссорящаяся супружеская пара выясняет отношения, а соперничающие между собой женщины фотографируют друг друга. Беременная прибегает к гаданию на внутренностях огромной разделанной рыбы. В незамысловато устроенных передвижных душевых кабинках одновременно моются и мужчины и женщины. Похоронная процессия двигается вдоль узкого балкона. А рядом почти непрерывно разыгрываются аляповатые сюрные спектакли, в которых люди выглядят как марионетки.
На плёнку запечатлены сменявшие друг друга бургомистры. Выучившиеся уже здесь молодые кинооператоры, парень и девушка, оказываются свидетелями, как ночью на какое-то мгновение приоткрывается массивная железная дверь вовне, в Антарктиду. В итоге забытые ключи от двери оказываются в их руках. 

## История создания
Сценарий про существование тайного бункера Гитлера для полутора тысяч человек под толщей льда Антарктиды, якобы заложенного ещё в 1939 году, был задуман в 2006 году, работа началась в 2008 году совместно с Денисом Осокиным.
… это общеупотребимый базовый миф — База «211», убежище нацистов, сокрытое во льдах Земли Королевы Мод. Но когда эта тема поднималась, всё уходило, как правило, в фантастику: летающие тарелки, мамонты или всякие внеземные дела. Мне же было интересно показать людей, которые изживают из себя фашизм. Когда писался сценарий, это было необычно, а стало актуальным через 15 лет.из интервью А. Федорченко журналу «Синема Рутин», 8 ноября 2023
Выбор местом действия другой истории в Колумбии продиктован бегством многих нацистов после Второй мировой войны в Южную Америку. Латиноамериканская история писалась Федорченко вместе с театральным деятелем и сценаристом Олегом Лоевским по множеству фотографий, сделанных российской театральной делегацией в колумбийских городах в 2006 году в ходе подготовки спектакля по Маркесу.
При запуске в производство для «антарктической» части объявлялся предварительный кастинг говорящих на немецком языке актёров — женщин и мужчин. Рабочим названием проекта первоначально было «Енотовый город», а первая, детективная колумбийская часть называлась «Берта». По итогам двух очных защит на питчингах Министерства культуры РФ в 2020 и 2021 годах в октябре 2021 года заявка кинокомпании «29 февраля»  была включена в список получателей субсидии на производство.
Для организации экспедиции в Колумбию Олег Лоевский связывался со своим знакомым, бывшим ВГИКовцем, живущим там и ведущим киношколу. Через него начался поиск кинокомпании, могущей обеспечить приезд. Далее в течение полугода велась подготовка, выбирались места локаций, натурные объекты, по видеосвязи проводился кастинг. Министерство культуры РФ обращалось в консульство и департамент кинематографии, откуда было получено официальное разрешение на съёмки в Колумбии.
Сейчас настолько сильная история, что она диктует какие-то свои векторы. Иногда пересматриваю картину и думаю: «Как это мы могли 15 лет назад придумать?» С одной стороны, мне это нравится, с другой, страшно, конечно.
Поначалу предполагались также экспедиции во Францию и Германию. 
К павильонным съёмкам в Екатеринбурге творческая группа приступила в начале ноября 2022 года, и вскоре небольшая группа направилась в Колумбию. Из соображений экономии на съёмки в колубийские Медельин и Картахену прибыла усечённая киногруппа — режиссёр, продюсер, второй режиссёр, художник-постановщик, режиссёр монтажа, оба исполнителя главных ролей. Операторскую машину со всем необходимым набором, вспомогательный второй состав и переводчиков на месте обеспечил колумбийский продюсер. На каждый из городов отводилось по пять подготовительных и семь съёмочных дней. Завершить работу над картиной планировалось осенью 2023 года.
Двоих молодых енотов для съёмок предоставил екатеринбургский частный зоопарк "Лесная братва". Ветеринарный врач зоопарка Нелли Буркат, сопровождавшая енотов на съёмках, неожиданно для себя сыграла эпизодическую роль в фильме. 
Уже по выходе фильм, как частично снятый в Свердловской области, получил региональную господдержку в виде рибейта 6,6 млн рублей.

## В фильме снимались
- Алексей Федорченко — Режиссёр
- Марина Разбежкина — Мастер киношколы

Тайна пятисот пропавших девственниц
- Сергей Колесов — Виктор Шауфлер
- Дарья Коныжева — Берта, дочь Виктора
- Луис Дэвид Родригес Реал — Леопольдо, певец и музыкант

- Хесус Кусо — Грузчик в порту
- Хуан Хинкапи — Первый историк
- Тиберий Хесус Рохас — Второй историк
- Хуан Рохелио Франко — Хозяин морского музея
- Аргемиро Гамес — Продавец моделей кораблей
- Луис Фернандо Хиль Кальдера — Архивариус порта
- Далида Роза Родригес — Синьора Гутьерас
- Бриллит Каролина Сосса Уилчес — Кубинская девушка
- Карлос Альфонсо Лондоно Пардо — Кантор, журналист
- Дарио де Хесус Мореу — Сын капитана
- Эпаркио Антонио Вега Карабальо — Продавец в сувенирной лавке
- Мириам Эстер Карретеро Сьерра — Нянечка
- Федерико Эррера де Авира — Таинственный незнакомец
- Марсия Мурильо — Мама Леопольдо
- Мария Ивонн Хиль де Мартинес — Герда Бло
- Дарио де Хесус Хиральдо Сулуага — Повар
- Луз Елена Либеано де Рестрепо — Женщина в доме престарелых
- Карлос Артуро Валенсия — Хозяин собачьего питомника
- Джон Роберт Рохас Кардона — Старьёвщик
- Марвин Бландон Романья — Электрик-антисемит в музее
- Хесус Хавьер Диас Франко — Хранитель спортивного музея
- Хесус Орландо Кадавид Гальего — Несчастный жених
- Орландо Агирре Карденас — Полицейский
- Антон Яковлев — Мэр города Вильдероде
- Олег Вульф — Сантехник
- Анастасия Плотникова — Официантка в пивном баре
- София Доброжанова — Оператор  авиакомпании
- Константин Тихомиров — Первый охранник
- Дмитрий Кравченко — Второй охранник

Енотовый город
- Леонид Губанов — Создатель музея (Енотовый музей)
- Дмитрий Максимкин — Обувщик (Сватовство в Нижней Молдове)
- Олеся Брежнева — Ведущая (Сватовство в Нижней Молдове)
- Константин Шавкунов — «Пэклуце» (Сватовство в Нижней Молдове)
- Григорий Ильин — «Мыдрану» (Сватовство в Нижней Молдове)
- Юлия Грязева — «Мёртвая невеста» (Сватовство в Нижней Молдове)
- Мария Дубина — Елена (Свадебные генералы)
- Татьяна Мокроусова — Первая женщина (Слёзы)
- Марина Ганах — Вторая женщина	 (Слёзы)
- Олег Гетце — Муж (Воздушные змеи)
- Вера Вершинина — Жена (Воздушные змеи)
- Юлия Беспалова — Фрауке (Фотографирование)
- Ирина Плесняева — Сельма (Фотографирование)
- Сергей Окладников — Мужчина в шляпе (Фотографирование)
- Екатерина Букша — Дочь (Фыр)
- Александр Шишкин — Отец (Фыр)
- Игорь Кожевин — Руперт (Ирландский будильник)
- Елизавета Попова	— Эрика (Ирландский будильник)
- Елена Стражникова — Нольда (Креветки)
- Софья Глухова — Минна (Креветки)
- Варвара Брылина — Моника (Креветки)
- Елизавета Неволина — Первая женщина (Музей енотов)
- Виктория Лемешенко — Вторая женщина (Музей енотов)
- Татьяна Савина — «Пугало» (Пугало), Вдова (Похороны профессора)
- Маргарита Токмакова — «Хельга» (Пугало)
- Екатерина Соколова — Берта (Гадание на внутренностях рыбы)
- Ирина Ермолова — Тётя (Гадание на внутренностях рыбы)
- Анна Холод — Гладильщица (Гладильня)
- Дарья Кызынгашева — Гладильщица (Гладильня)
- Любовь Ерыкалова — Гладильщица (Гладильня)
- Варвара Малявина — Гладильщица (Гладильня)
- Полина Миронова — Гладильщица (Гладильня)
- Юлия Ивлева — Гладильщица (Гладильня)
- Елена Фокина — Гладильщица (Гладильня)
- Александра Захарова — Гладильщица (Гладильня)
- Ангелина Бердникова — Гладильщица (Гладильня)
- София Харченкова — Герда (Детские игры)
- Леонид Руднев — Мориц (Детские игры)
- Ника Сагидова — Нянечка (Детские игры)
- Фёдор Дранников — Зигфрид-слухач (Детские игры)
- Татьяна Мокроусова — «Моцарт» (Енотовая опера)
- Олег Ягодин Художник (Художник)
- Константин Итунин — Первый чтец (Чайное дерево)
- София Лемтюгина — Первая чтица (Чайное дерево)
- Алексей Потапов — Второй чтец (Чайное дерево)
- Анна Давыдова — Вторая чтица (Чайное дерево)
- Вячеслав Постников — Первый могильщик (Похороны профессора)
- Александр Лешуков — Второй могильщик (Похороны профессора)
- Борис Зырянов — Первый профессор (Похороны профессора)
- Сергей Фёдоров — Второй профессор (Похороны профессора)
- Максим Тарасов — Третий профессор (Похороны профессора)
- Нелли Буркат — Девушка (Енотовая любовь)
- Юлия Ауг — Первый бургомистр (Бургомистры)
- Алексей Функ — Второй бургомистр (Бургомистры)
- Алексей Семенищев — Третий бургомистр (Бургомистры), Шпильман-певец (Песнь о нибелунгах)
- Вера Цвиткис — Четвёртый бургомистр (Бургомистры)
- Жорж Девдариани	— Человек с чучелом чайки (Ключ)
- Тимофей Петров — Оператор Утц Ланге (Ключ)
- Ольга Исакова — Оператор Вибке Армгарт (Ключ)
- Чип — серый енот (Енотовая любовь)
- Дейл — чёрный енот (Музей енотов)

В озвучании сцен на испанском и немецких языках принимали участие:
- Карен Бентфельд
- Ирис Швайцер
- Бритта Вейерс
- Изабель Компэс
- Мари Долдерс
- Маттиас Вайланд
- Николас Цим
- Андрей Яковлев
- Ярослав Химченко
- Дмитрий Левыкин
- Павел Томюк
- Полина Тузовская
- Виолетта Багинская
- Инге Мартина Видеманн
- Эльгт Кристиан
- Дин Александр Майер

## Съёмочная группа
- режиссёр-постановщик: Алексей Федорченко
- авторы сценария: Денис Осокин, Алексей Федорченко, Олег Лоевский
- операторы-постановщики: Дарья Исмагулова, Алишер Хамидходжаев
- художник-постановщик: Алексей Максимов
- композиторы: Андрей Карасёв, Марк Мерман
- второй режиссёр: Сергей Константинов
- режиссёр монтажа: Дарья Исмагулова
- звукорежиссёр: Тимофей Шестаков
- художник по костюмам: Лариса Механошина
- художник по гриму: Екатерина Шахворостова
- художники: Герман Ван-Ин, Александр Кондратьев, Алексей Потапов, Лолита Токова
- подбор актёров: Анна Киссель
- компьютерная графика: Владимир Шлоков
- продюсеры: Алексей Федорченко, Дмитрий Воробьёв

Производственные услуги в Колумбии — Sinercia Producciones
- продюсер: Эдисон Гомес Амайя
- переводчики: Карлос Альфонсо Лондоно Пардо, Аргемиро Гамес Гарсия
- художник: Эдуардо Эстебан Наварро Ромеро
- звукооператоры: Андреа дель Пилар Кардона Харамильо, Пабло Хосе Мартинес Мело
- гримёры: Элиана Моралес Сулуага, Луз Марина Нуньес Ибарра
- ассистент режиссёра по актёрам: Аргемиро Гамес Гарсия

Исполнители ролей и участники съёмочной группы приведены по финальным титрам фильма.

## Участие в фестивалях
- I фестиваль актуального российского кино «Маяк» (Геленджик, октябрь 2023)[10][11];
- Фестиваль ко дню рождения «Художественного» (Москва, ноябрь 2023), вне конкурса[12].

Работы в фильме А. Федорченко-режиссёра и А. Максимова-художника включены в список номинаций премии «Белый слон» за 2023 год.

## Критика
Участвовавшая в конкурсе I фестиваля актуального российского кино «Маяк» в Геленджике, картина была одной из самых обсуждаемых, став, по мнению Надежды Васильевой-Балабановой, сопоставимой с «Моной Лизой» в живописи. «Последовательность, поиск форм и смыслов вызывают уважение» — отреагировала телевизионный журналист Арина Бородина. Задаваясь вопросом почему жюри не отметило фильм Федорченко, обозреватель «Новой газеты» Лариса Малюкова подмечает, что всё кино режиссёра — «нековенциональное, его сложно судить форматными кинематографическими мерками».

Оно кажется то слишком медленным, театральным, то мало нарративным. То перенасыщенным фактами, отсылками, образами. Оно, как каша из волшебного горшочка, выплескивается из наших сформированных опытом представлений и ожиданий.
А миф здесь шьётся из простого предположения «а вдруг?».
— Лариса Малюкова, «Новая газета» 16 октября 2023
Рецензируя картину, Валерий Кичин находит общность мышления режиссёра с Дали, также собиравшего свой мир из элементов реальности. Чуть ли не каждая фраза фильма и обыденна, и необычайна, вызывает у зрителя «проницательную остолбенелость — состояние уникальное и драгоценное, которым в нашем сегодняшнем кино умеет управлять только Федорченко».

Логическому толкованию ничто здесь не поддастся, как ни старайся. Такой мир воспринимаешь на уровне ощущений — он цепляет, что-то по-новому высвечивает, а события, сегодня летящие на нас лавиной, вдруг начинают перекликаться с уже готовым провидческим фильмом, обнаруживая в нём всё новые сцепки и откровения.
— Валерий Кичин, «Российская газета» № 244 2023
Кинокритик Сергей Кулешов увидел в картине куда более безумств, чем во всех киноэкспериментах сезона, отметив её место в фильмографии режиссёра как «логичное продолжение подвигов Федорченко на ниве чудно́й эклектики»: 

Весьма реалистическая манера съёмки в первой половине противопоставлена художественной эквилибристике из наследия ацтеков и эстетики Третьего рейха, бункеров и жертвоприношений — во второй.
— Сергей Кулешов, «Искусство кино» № 1/2 2023
Говоря о второй части, обозреватель «Коммерсанта» Юлия Шагельман сетует, что «подробно обустраивая быт этого загадочного места, автор заигрывается и теряет зрительское внимание» и расшифровка к концу второго часа хронометража становится утомительным занятием. Программный директор кинотеатра «Художественный» Стас Тыркин напротив восхищается картинами тайной жизни в бункерах Антарктиды:

Характер юмора и умение строить клаустрофобски изысканные кукольные мини-вселенные заставляют предположить: если бы Уэс Андерсон родился в Екатеринбурге, он снимал бы кино так, как это делает Алексей Федорченко.
— Стас Тыркин, из анонса фестиваля ко дню рождения «Художественного»